# Sniper: Ghost Warrior 3
Sniper: Ghost Warrior 3 je FPS stealth hra od City Interactive. Jedná se o třetí hru ze série Sniper: Ghost Warrior, druhou využívající CryEngine, avšak první díl, který by měl mít zcela otevřený herní svět. Hra dosud byla oznámena na Xbox One, PlayStation 4 a osobní počítače s operačním systémem Windows s předpokládaným datem vydání v létě 2016. 2. srpna 2016 vyšel krátký trailer i s oficiální zprávou, odhalující datum vydání na 27. ledna 2017.

## Zasazení příběhu
Hra se odehrává ve fiktivní blízké budoucnosti v Gruzii blízko hranic s Ruskem, kde začala hybridní a civilní válka. Hráč se zhostí amerického mariňáka v důchodu, Jonathana Norda, který je povolán do Gruzie, aby zabil vetřelce, se kterým se ovšem zná z minulosti. 

## Hratelnost
Poprvé v sérii bude hráč moct utíkat nepřátelům třeba za pomocí parkouru. Ve hře se bude moct aktivovat tzv. Scout mode, který zvýrazní některé důležité věci, včetně třeba min na zemi, nebo skvělého odstřelovacího místa. Hra by měla mít i dynamický systém dne a noci. Cíl k sestřelení se tentokrát nebude zobrazovat na minimapě, ale hráč si jej musí nejdříve najít plněním tzv. Intelligent missions. Hráč bude mít k dispozici i drony.